# Водно (Силістринська область)
Во́дно (болг. Водно) — село в Силістринській області Болгарії. Входить до складу общини Дулово.

## Населення
За даними перепису населення 2011 року у селі проживали 886 осіб.
Національний склад населення села:
| Національність   | Кількість осіб | Відсоток |
| ---------------- | -------------- | -------- |
| турки            | 620            | 97,3%    |
| болгари          | 14             | 2,2%     |
| цигани           | 0              | 0%       |
| інша             | 0              | 0%       |
| не визначились   | 3              | 0,5%     |
| Всього відповіли | 637            |          |

Розподіл населення за віком у 2011 році:
Динаміка населення: